# به نام خدا (فیلم)
به نام خدا (ترکی آذربایجانی: Bismillah) یک فیلم تبلیغاتی آذربایجان شوروی محصول ۱۹۲۵، و اولین فیلم عباس میرزا شریف‌زاده کارگردان آذربایجانی بود. این فیلم درام صامت دارای زیرنویس روسی است. مضمون فیلم دربارهٔ تعصب مذهبی و ضداسلامی است و در زمانی فیلمبرداری شد که مبارزه با دین اسلام در کشور جریان داشت. تقریبا تمام بازیگران فیلم اهل جمهوری آذربایجان بودند.